# پادگان آموزشی شهید بهشتی
پادگان آموزشی شهید بهشتی روستایی در دهستان جی بخش مرکزی شهرستان اصفهان استان اصفهان ایران است.

## جمعیت
بر پایه سرشماری عمومی نفوس و مسکن در سال ۱۳۹۵ جمعیت این روستا ۱۲۸ نفر (۱۰خانوار) بوده‌است.